# Wehde (Lübeck)
Die Wehde ist ein denkmalgeschütztes historisches Gebäude in Lübeck.

## Beschreibung

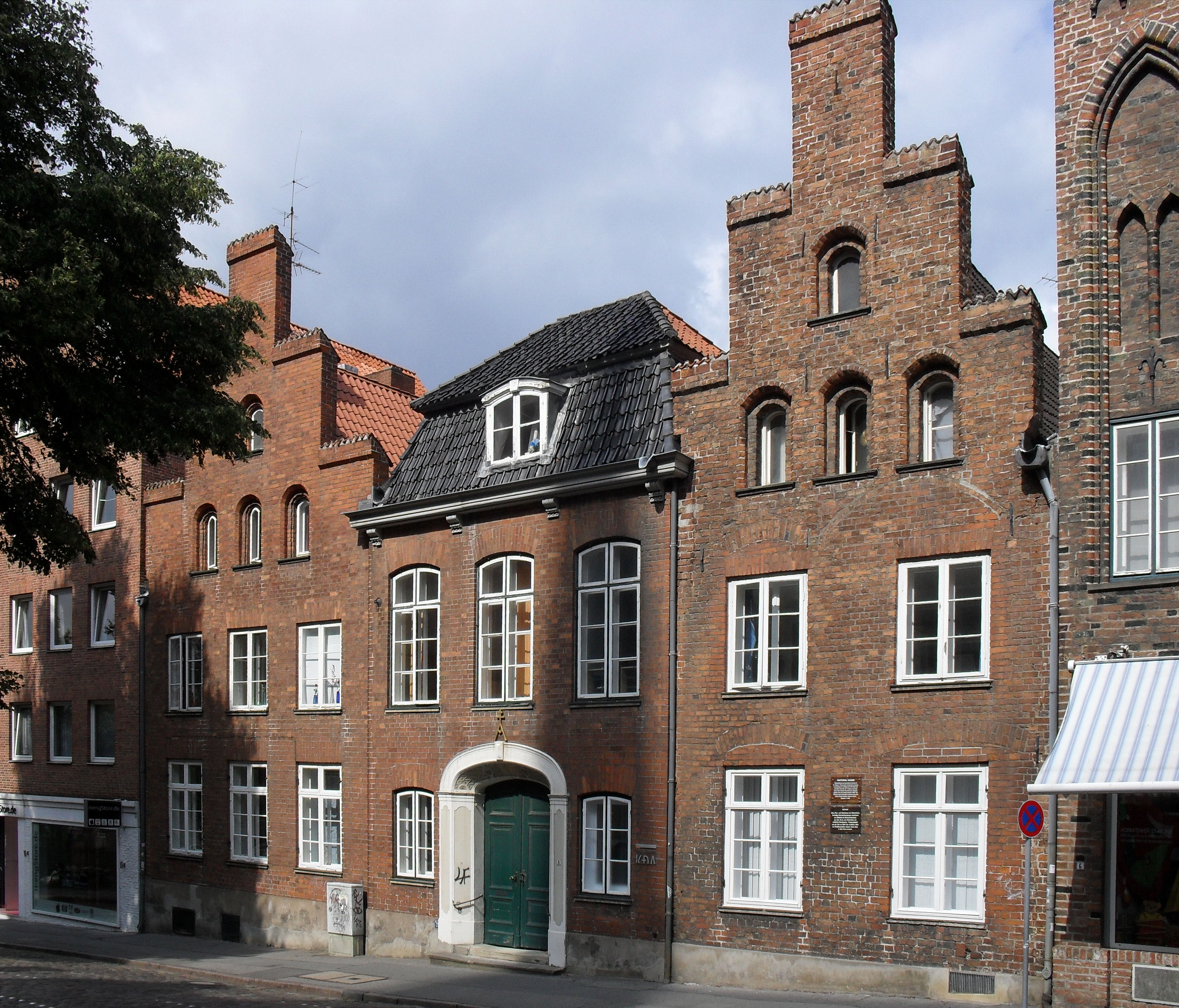
Die Wehde

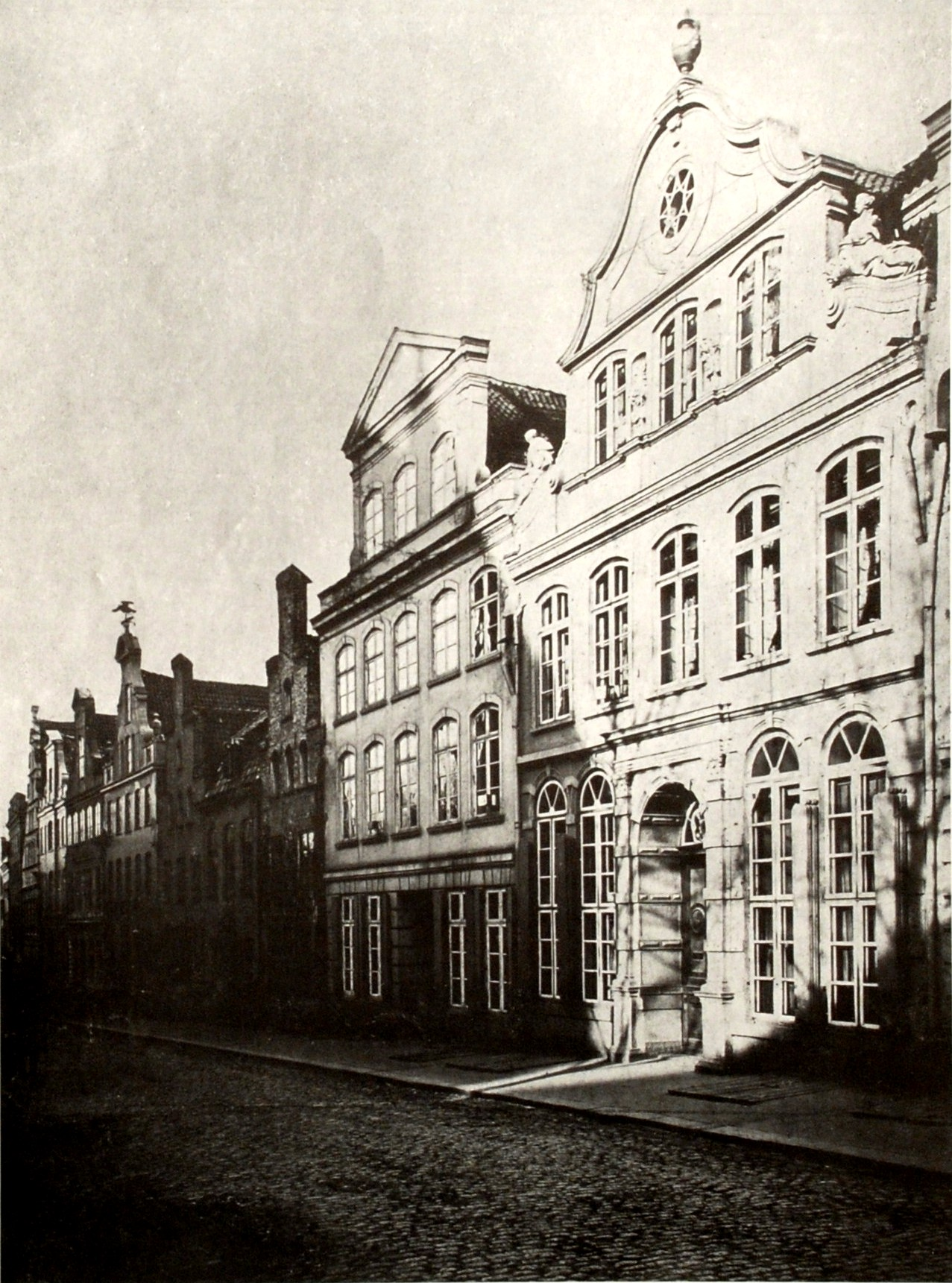
Obere Mengstraße um 1870

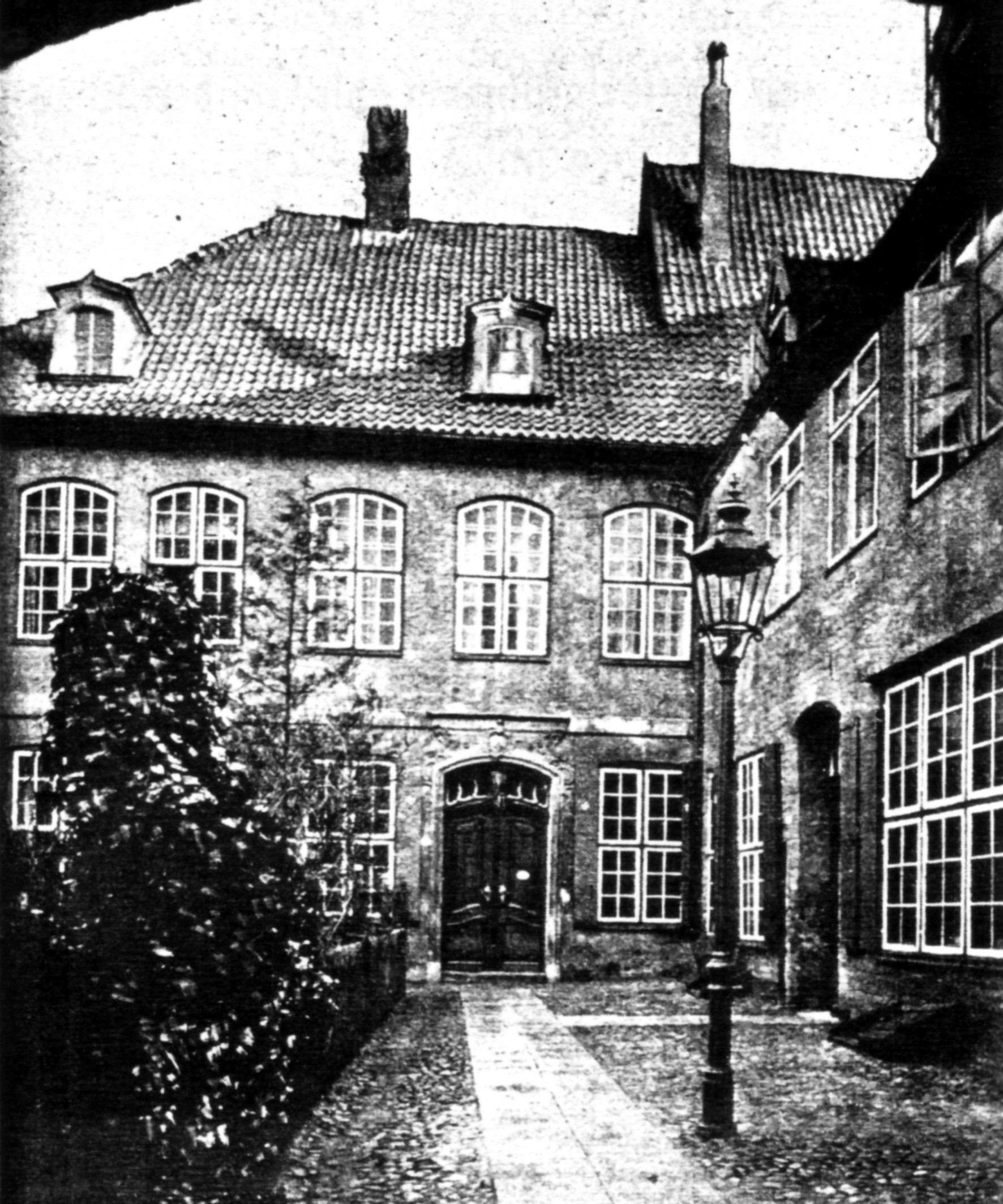
Der 1942 zerstörte Sitz der Superintendenten im Innenhof der Wehde

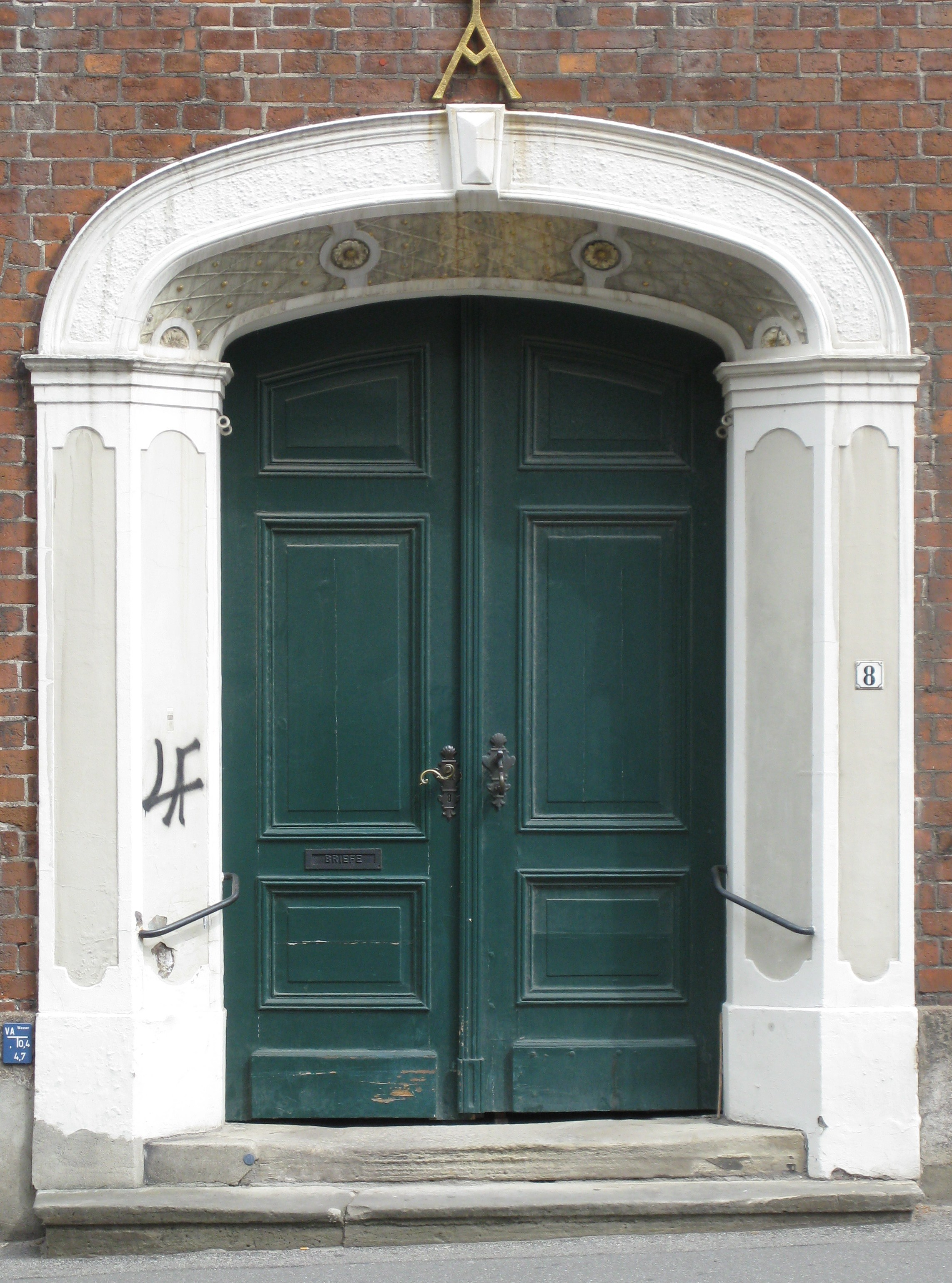
Portal als Detail

Der Name Wehde leitet sich vom mittelniederdeutschen Wedeme ab, das wie Wittum sowohl „Morgengabe“ als auch „Kirchengut“ oder „Pfarrgut“ bedeutet.
Die Wedeme der Marienkirche – ihr Pfarrhof (Mengstraße 8 a–d) – befindet sich direkt gegenüber dem nördlichen Querschiff der Kirche, nur durch das Gebäude Mengstraße 6 vom Buddenbrookhaus getrennt. Das Grundstück wurde 1393 erstmals urkundlich erwähnt und bereits als die Wehde bezeichnet. Seit 1284 war hier die Wohnung für den rector ecclesiae. Sie bestand in einem Haus, das weiter zurücklag als die übrigen Häuser der Straße, vorn mit einem breiten Hof, den eine Mauer von der Straße trennte.
Das heutige Erscheinungsbild des dreiteiligen Backstein-Gebäudes geht auf das 18. Jahrhundert zurück: Zwei im Jahre 1700 errichtete Seitenbauten mit Treppengiebeln, gestaltet in schlichten Formen der Spätrenaissance (der westliche mit drei Fensterachsen, der schmalere östliche nur mit zwei) flankieren einen später entstandenen Mittelbau mit Rokoko-Mansarddach. Der östliche Seitenbau diente dabei als Prediger-Wohnung, der westliche als Witwen-Wohnung. Die Seitenbauten wurden im April 1840 größtenteils abgerissen und in ihrer alten Gestalt neu errichtet; der Giebel des östlichen Baus weist jedoch noch weitgehend Originalsubstanz auf.
Den durch diese drei Gebäudeteile gebildeten Innenhof schloss früher ein größeres Gebäude, das eigentliche Pfarrhaus, nach Norden hin ab. Dieses beim britischen Luftangriff am 29. März 1942 zerstörte und nicht wiederaufgebaute Haus diente von 1530 bis 1796 als Wohnsitz der Lübecker Superintendenten. Von 1807 bis 1830 war das Hinterhaus Sitz der Ernestinenschule, dann wieder Pastorat.
Seit dem weitgehenden Neubau von 1840 war das Vorderhaus Dienstwohnung der Küster von St. Marien, deren direkt an die Totentanzkapelle angebaute Dienstwohnung im Zuge der Freilegung der Kirche abgerissen worden war. Auch der Organist hatte hier ein Dienstzimmer.
Beim Umbau 1840 verschwand der Beischlag zur Mengstraße; bei der gleichzeitigen Erneuerung der Gartenmauer fand man 16 Stuckfiguren aus dem ersten Drittel des 13. Jahrhunderts, die vermutlich Teil der Chorschranke der romanischen Marienkirche waren und 1800 aus der Bergenfahrer-Kapelle entfernt und hier als Fundamentsteine der Garteneinfassung verbaut worden waren. Heute befinden sie sich im St.-Annen-Museum.
1936 wurde nach dem Zeitgeschmack der barocke Putz bis auf die Portalumrahmung abgeschlagen und das Gebäude damit (unhistorisch) backsteinsichtig.
Im Jahre 1968 wurde das Äußere der Wehde, unter besonderer Berücksichtigung der Mengstraßen-Fassade, unter Denkmalschutz gestellt.
Nach der Wehde erhielt der Blockbinnenhof zwischen Mengstraße und Beckergrube den Namen Wehdehof.